# Andra Vasilescu
Andra Vasilescu (născută Andra Șerbănescu; n. 30 decembrie 1961, București) este o lingvistă română. A publicat lucrări în domeniul pragmaticii/analizei discursului, gramaticii, comunicării (interculturale și interpersonale), precum și în domeniul limbii române ca limbă străină. 
A contribuit la capitolele despre pronume, enunțul interogativ, grupul pronominal și dialog ale lucrării Gramatica limbii române (Editura Academiei, 2005), lucrare premiată de Academia Română în 2005. Pentru colaborarea cu articole de morfologie și sintaxă la Enciclopedia limbii române (coordonator Marius Sala, Editura Univers Enciclopedic, 2001) a primit  premiul Academiei Române „Bogdan Petriceicu Hasdeu” în 2002. Printre altele, este coautor la The Grammar of Romanian (ed. Gabriela Pană Dindelegan), Oxford, Oxford University Press, 2013; A Reference Grammar of  Romanian (ed. Carmen Dobrovie-Sorin, Ion Giurgea), Amsterdam, John Benjamins, 2014; The Syntax of Old Romanian (ed. Gabriela Pană Dindelegan, Martin Maiden), Oxford University Press, 2016; Pragmemes and Theories of Language Use (ed. Allan, Keith, Capone, Alessandro, Kecskes, Istvan),  Springer, 2016;  Exploring Discourse practices across cultures (ed. Andra Vasilescu, Mihaela Constantinescu, Gabriela Stoica, Jonathan  White), Cambridge Scholars Publishing, 2020. A publicat peste100 de articole în domeniile de specializare.
Andra Vasilescu este și autoarea mai multor manuale și auxiliare școlare de limba română.
Este profesor de lingvistică și comunicare la Facultatea de Litere a Universității din București unde ține cursuri de sintaxă, pragmatică, comunicare interpersonală, comunicare interculturală, gramatică școlară, redactare academică, didactica redactării. Între 2004-2008 a fost prodecan al acestei facultăți. De asemenea, este CS I la Institutul de Lingvistică ”Iorgu Iordan - Alexandru Rosetti” al Academiei Române.

## Cărți publicate
- Cum se scrie un text (Ed. Polirom, Iași, 2000; ediția a II-a, 2001; ediția a III-a 2005, 2006, 2007)
- Actul întrebării în limba română (Ed. Polirom, Iași, 2002)
- Cum gândesc și cum vorbesc ceilalți. Prin labirintul culturilor (Ed. Polirom, Iași, 2007)
- Cum vorbesc românii. Studii de comunicare (inter)culturală (Ed. Universității, București, 2007)